# Danh sách phát minh và khám phá của người Hà Lan
Hà Lan, bất chấp diện tích và dân số thực sự khiêm tốn, có một phần đóng góp đáng kể trong quá trình hình thành nên xã hội hiện đại ngày nay. Đất nước Hà Lan và người Hà Lan đã có những cống hiến nền tảng cho nền văn minh của thế giới trong nhiều lĩnh vực quan trọng. Dưới đây là danh sách các phát minh, sáng kiến (ý tưởng đột phá) và khám phá được thực hiện bởi những người sinh ra tại Hà Lan hoặc không sinh ra tại đây nhưng dành phần lớn cuộc đời và sự nghiệp họ tại Hà Lan. Đây là những thành tựu mang tính đột phá của Hà Lan trong nhiều lĩnh vực như nghệ thuật, khoa học, kỹ thuật, công nghệ, thám hiểm, hàng hải, tư tưởng, kinh tế, tài chính, nông nghiệp...
Trong giai đoạn lịch sử từ cuối thế kỷ XVI cho tới đầu thế kỷ XVIII (Thời đại Khám phá), những nhà thám hiểm và họa đồ nói tiếng Hà Lan đã có đóng góp lớn trong hành trình khám phá và hoàn thiện dần hình dạng bản đồ thế giới như ngày nay. Ở thời kỳ này, các nhà bản đồ học nói tiếng Hà Lan (như Gemma Frisius, Gerard Mercator, Abraham Ortelius, Lucas Janszoon Waghenaer, Petrus Plancius, Jodocus Hondius, Johannes Janssonius và hai cha con nhà Blaeu) cũng là những người đặt nền móng cho sự ra đời và phát triển của ngành khoa học bản đồ (cartography) hiện đại. Nhờ những chuyến thám hiểm của người Hà Lan, nhiều vùng đất trên thế giới từ chỗ gần như không được biết đến đối với cộng đồng bên ngoài (như trường hợp Quần đảo Svalbard, Quần đảo Falkland, Australia, Tasmania, New Zealand, Đảo Phục Sinh) mà lần đầu tiên có mặt trên bản đồ thế giới. Những nhà thám hiểm và họa đồ người Hà Lan cũng là những người đi tiên phong trong việc lập bản đồ lần đầu tiên một cách hệ thống các chòm sao của bầu trời thiên thể nam bán cầu ở cuối thế kỷ XVI. Trong số 88 chòm sao hiện hành do Hiệp hội Thiên văn Quốc tế (IAU) công nhận, có tất cả 15 chòm sao do người Hà Lan lập ra (bao gồm trong đó 12 chòm sao phương nam).
Danh sách được sắp xếp theo thứ tự các chữ cái trong bảng chữ cái tiếng Việt mở rộng.

## A
- Australia, được coi vừa là hòn đảo lớn nhất vừa là lục địa nhỏ nhất thế giới (châu Úc). Nó được khám phá và đánh dấu một cách chính thức (không bị tranh chấp) trên bản đồ lần đầu tiên vào năm 1606 bởi những nhà thám hiểm do Willem Janszoon dẫn đầu, làm việc cho Công ty Đông Ấn Hà Lan. Những nhà thám hiểm người Hà Lan cũng là những người đầu tiên (không bị tranh chấp) khám phá và vẽ bản đồ gần 3/4 đường bờ biển (trừ bờ biển phía Đông) của đại lục Australia trong thế kỷ XVII, sớm hơn bất cứ quốc gia nào khác (không tính những người thổ dân bản địa Australia) có đóng góp trong lịch sử thám hiểm - khám phá Australia.

## B
- Bán khống, khởi nguồn từ những nhà đầu tư Hà Lan trong Công ty Đông Ấn Hà Lan (tên viết tắt quốc tế: VOC) ở đầu thế kỷ XVII.
- Biến đổi Lorentz
- Blender, phần mềm đồ họa 3D miễn phí và nguồn mở.
- Bò Hà Lan (tên quốc tế: Holstein-Friesian), được lai giống đầu tiên trên thế giới khoảng hơn 2000 năm trước bởi những tổ tiên của người Hà Lan (Batavi) và người Frisia (Frisii) định cư trên lãnh thổ Hà Lan ngày nay.
- Bóng đá tổng lực (tiếng Hà Lan: totaalvoetbal), đặt nền tảng bởi cựu cầu thủ và huấn luyện viên bóng đá người Hà Lan Rinus Michels. Johan Cruyff được xem là một hình mẫu đặc trưng trong trường phái bóng đá này.
- Bộ điều nhiệt (tên gọi trong tiếng Anh: thermostat), với mô hình làm việc đầu tiên được ghi nhận là của nhà sáng chế người Hà Lan (nhập cư tới Anh Quốc) Cornelis Drebbel đề xuất và chế tạo những năm 1620.

## C
- Cape Town, thành phố (vùng đô thị) lâu đời nhất của Nam Phi, được sáng lập bởi người Hà Lan năm 1652.
- Cà rốt màu da cam, được nhân giống phổ biến lần đầu tiên trên thế giới tại Hà Lan từ thế kỷ XVI.
- CD, là đồng phát minh, kết quả của sự hợp tác nghiên cứu giữa hai công ty Philips (Hà Lan) và Sony (Nhật Bản) trong thập niên 1970.
- Chai Leiden, phát minh độc lập nhưng gần như cùng thời điểm (1745-1746) bởi hai nhà khoa học Pieter van Musschenbroek (người Hà Lan) và Ewald Georg von Kleist (người Đức). Tên gọi Leiden (hoặc Leyden) là có liên quan nhiều nhất tới 2 thứ: tên một thành phố của Hà Lan và tên một trường đại học nổi tiếng của thành phố này (Đại học Tổng hợp Leiden).
- Chòm sao: Apus (Thiên Yến), Camelopardalis (Lộc Báo), Chamaeleon (Yển Diên), Columba (Thiên Cáp), Dorado (Kiếm Ngư), Grus (Thiên Hạc), Hydrus (Thủy Xà), Indus (Ấn Đệ An), Monoceros (Kỳ Lân), Musca (Thương Dăng), Pavo (Khổng Tước), Phoenix (Phượng Hoàng), Triangulum Australe (Nam Tam Giác), Tucana (Đỗ Quyên) và Volans (Phi Ngư)[2] là 15 chòm sao (trong đó bao gồm 12 chòm sao phương Nam) được công nhận trong danh sách 88 chòm sao hiện đại của Hiệp hội Thiên văn Quốc tế (tên viết tắt quốc tế: IAU). Tất cả 15 chòm kể trên được tạo mới bởi những nhà thám hiểm và họa đồ người Hà Lan (bao gồm Pieter Dirkszoon Keyser, Frederick de Houtman và Petrus Plancius) trong giai đoạn từ thập kỷ cuối thế kỷ XVI cho tới thập kỷ thứ hai của thế kỷ XVII. Các nhà thám hiểm và họa đồ người Hà Lan cũng là những người đầu tiên trong lịch sử để lập bản đồ một cách hệ thống các chòm sao ở xa về phía nam bán cầu thiên thể, bao gồm 12 chòm sao phương Nam (các chòm sao Apus, Chamaeleon, Dorado, Grus, Hydrus, Indus, Musca, Pavo, Phoenix, Triangulum Australe, Tucana và Volans) do Hiệp hội Thiên văn Quốc tế công nhận trong danh sách 88 chòm sao hiện đang được sử dụng rộng rãi ngày nay. Hệ thống 12 chòm sao phương Nam mới này do người Hà Lan tạo ra đã được Johann Bayer người Đức lấy để bổ sung vào tác phẩm Uranometria xuất bản năm 1603.
- Chủ nghĩa tư bản, với nhiều đặc tính hiện đại của nó, đặc biệt là mô hình kết hợp giữa kinh tế tư bản chủ nghĩa và xã hội tư sản trung lưu, đã được tiên phong ở quy mô toàn quốc lần đầu tiên trên thế giới tại Cộng hòa Hà Lan theo sau sự kiện Cách mạng Hà Lan nổ ra cuối thế kỷ XVI.
- Chủ nghĩa duy lý (tên gọi trong tiếng Anh: rationalism), với nhiều đặc tính hiện đại của nó, đã được đặt nền tảng trong thời kỳ hoàng kim Hà Lan (thế kỷ XVII) bởi những đại diện tiêu biểu như Hugo Grotius, Baruch Spinoza và Rene Descartes (ông sinh ra và lớn lên tại Pháp, nhưng dành một phần quan trọng 20 năm của cuộc đời và sự nghiệp trong Cộng hòa Hà Lan).
- Công nghệ phần mềm được đặt nền tảng bởi nhà khoa học người Hà Lan Edsger Dijkstra và một số đồng nghiệp trong những năm cuối thập niên 1960, với khái niệm lập trình cấu trúc từ những năm 1970 có ảnh hưởng lớn tới sự ra đời của nhiều ngôn ngữ lập trình phổ biến như ngôn ngữ Pascal, C, C++.
- Công ty đại chúng, với mô hình tổ chức và vận hành của Công ty Đông Ấn Hà Lan (tên viết tắt trong tiếng Hà Lan: VOC) được nhiều chuyên gia xem như hình mẫu hiện đại đầu tiên.
- Công ty đa quốc gia (tên tiếng Anh: multinational company, multinational corporation), cũng đôi khi được gọi là công ty xuyên quốc gia (tên tiếng Anh: transnational company, transnational corporation), với mô hình tổ chức và vận hành của Công ty Đông Ấn Hà Lan (tên viết tắt trong tiếng Hà Lan: VOC) được nhiều chuyên gia xem là hình mẫu chính thức đầu tiên (mang tính hiện đại) của loại doanh nghiệp này trên thế giới. Công ty được thành lập năm 1602, có trụ sở đầu não đặt tại thành phố Amsterdam (Cộng hòa Hà Lan), trung tâm điều hành đặt tại Batavia (thành phố Jakarta, Indonesia ngày nay) cùng với một loạt các chi nhánh đại diện thường trực đặt ở nhiều quốc gia châu Á (tính trong giai đoạn 1602-1799). Sự ra đời và lớn mạnh của Công ty Đông Ấn Hà Lan (VOC) trong thế kỷ XVII cũng được nhiều người xem là mốc khởi đầu chính thức của kỷ nguyên toàn cầu hóa trên thế giới ở cấp độ doanh nghiệp. Kể từ đây, mức độ ảnh hưởng của các doanh nghiệp (đặc biệt là các doanh nghiệp quy mô lớn như các công ty đa quốc gia) đối với kinh tế toàn cầu nói chung ngày càng lớn dần như chúng ta thấy ngày nay. Một thí dụ cụ thể là mức độ ảnh hưởng của tập đoàn Samsung và các tập đoàn đa quốc gia khác của Hàn Quốc đối với kinh tế Việt Nam (ở đây chỉ xét đến những doanh nghiệp Hàn Quốc có đầu tư trực tiếp vào Việt Nam) có lúc có thể lấn át cả ảnh hưởng của nhà nước (chính phủ) Việt Nam với nền kinh tế đất nước. Sự ảnh hưởng này với nhiều người là dễ nhận thấy hơn nhiều sự ảnh hưởng trong quan hệ chính trị giữa chính phủ Hàn Quốc với chính phủ Việt Nam.
- Cổ phiếu phổ thông, với Công ty Đông Ấn Hà Lan (VOC) thường được xem là công ty đầu tiên phát hành loại cổ phiếu này.
- Cổ tức, với chính sách chi trả (cần phân biệt giữa 2 khái niệm cổ tức và lãi suất) của Công ty Đông Ấn Hà Lan (VOC) được nhiều chuyên gia tài chính xem là mô hình đầu tiên của loại này trên thế giới.
- Cơ học cổ điển, với nhà vật lý và toán học người Hà Lan Christiaan Huygens là một trong những người có đóng góp lớn nhất cho sự ra đời của nó ở thế kỷ XVII, đặc biệt trong tác phẩm Horologium Oscillatorium được xuất bản năm 1673.

## D
- Du thuyền (yacht)
- DVD, là đồng phát minh, kết quả của sự hợp tác nghiên cứu giữa hai công ty Philips (Hà Lan) và Sony (Nhật Bản).

## Đ
- Đài Nam, thành phố (vùng đô thị) lâu đời nhất của Đài Loan, được sáng lập bởi người Hà Lan năm 1624.
- Đám mây Oort
- Đảo Gấu (Na Uy), được khám phá lần đầu tiên (không tranh chấp) trong chuyến thám hiểm của Willem Barentsz (1596).
- Đầu tư trực tiếp nước ngoài, với những hoạt động mang tính hiện đại của nó, đã được những thương nhân và nhà đầu tư của Cộng hòa Hà Lan áp dụng tiên phong tại nhiều khu vực khác nhau trên thế giới ở thế kỷ XVII (đặc biệt thông qua các hoạt động của Công ty Đông Ấn Hà Lan và Công ty Tây Ấn Hà Lan), trong đó bao gồm cả Đàng Ngoài (thuộc Việt Nam ngày nay) do nhà Lê-Trịnh cai trị.
- Đảo Jan Mayen (Na Uy), được khám phá lần đầu tiên (không tranh chấp) bởi những nhà thám hiểm người Hà Lan vào năm 1614.
- Đảo Phục Sinh, được khám phá lần đầu tiên (không tranh chấp) trong chuyến thám hiểm của Jakob Roggeveen (1722).
- Đấu giá Hà Lan
- Đèn báo (lập trình)
- Điện tâm đồ (tên viết tắt quốc tế: ECG, EKG), do nhà khoa học người Hà Lan Willem Einthoven đề xuất.
- Điện toán phân tán, đặt nền tảng bởi nhà khoa học Hà Lan Edsger Dijkstra.
- Độ Fahrenheit, đề xuất bởi nhà khoa học người Hà Lan gốc Đức-Ba Lan Daniel Gabriel Fahrenheit (sinh ra tại thành phố Danzig/Gdańsk).
- Đồng hồ quả lắc, được phát minh bởi nhà khoa học người Hà Lan Christiaan Huygens vào năm 1556.
- Động cơ đốt trong, ở dạng sơ khai với mô hình vận hành có sử dụng piston và nhiên liệu thuốc súng, đã được nhà khoa học kiêm phát minh người Hà Lan Christiaan Huygens đề xuất và thử nghiệm cuối những năm 1670.
- Động vật nguyên sinh, được khám phá lần đầu tiên bởi nhà khoa học người Hà Lan Antonie van Leeuwenhoek trong những năm 1670 bằng kính hiển vi do chính ông thiết kế.

## F
- Falkland (quần đảo), cũng được gọi là Quần đảo Sebald, được khám phá và đánh dấu một cách chính thức (không bị tranh chấp) trên bản đồ lần đầu tiên vào năm 1600 bởi nhà hàng hải người Hà Lan Sebald de Weert.
- Fiji, được khám phá lần đầu tiên (không tranh chấp) trong chuyến thám hiểm của Abel Tasman (1642-1643).

## G
- Gin (rượu)

## H
- Heli lỏng, được tạo ra lần đầu tiên trên thế giới bởi nhà vật lý học người Hà Lan Heike Kamerlingh Onnes vào năm 1908.
- Hiệu ứng Casimir, được khám phá lầu đầu tiên bởi nhà vật lý học người Hà Lan Hendrik Casimir.
- Hiệu ứng Zeeman, hiệu ứng vật lý được khám phá bởi nhà vật lý học người Hà Lan Pieter Zeeman vào năm 1896.
- Hình học giải tích, đặt nền tảng bởi nhà triết học kiêm toán học người Pháp Rene Descartes trong giai đoạn 20 năm ông sống và làm việc trong Cộng hòa Hà Lan (1629-1649).
- Hồng cầu, được khám phá bằng kính hiển vi bởi nhà khoa học người Hà Lan Jan Swammerdam vào năm 1658.
- Hôn nhân đồng giới, được hợp pháp hóa ở quy mô toàn quốc lần đầu tiên trên thế giới vào năm 2001 tại Hà Lan.

## K
- Khoa học bản đồ (tên trong tiếng Anh: cartography), với nhiều đặc tính hiện đại của nó như ngày nay, đã được các nhà bản đồ học nói tiếng Hà Lan (như Gemma Frisius, Gerardus Mercator, Abraham Ortelius, Lucas Janszoon Waghenaer, Petrus Plancius, Jodocus Hondius, Johannes Janssonius và hai cha con nhà Blaeu) đặt nền móng cho sự ra đời và phát triển từ nửa sau thế kỷ XVI đến gần hết thế kỷ XVII (giai đoạn lịch sử này cũng thường được những nhà nghiên cứu chuyên môn gọi là Thời kỳ hoàng kim của ngành bản đồ học Hà Lan). Những công trình họa đồ của người Hà Lan (đặc biệt trong thế kỷ XVII) cũng là những bằng chứng giàu giá trị khoa học và lịch sử, mang tính khách quan trong việc giải quyết nhiều tranh chấp chủ quyền trên thế giới hiện nay, như tranh chấp ở Biển Đông giữa Trung Quốc và các quốc gia Đông Nam Á (đặc biệt là hai quần đảo Hoàng Sa và Trường Sa trong nhiều thế kỷ vốn thuộc chủ quyền hợp pháp của các chính quyền cai trị trên lãnh thổ Việt Nam, bao gồm cả thời kỳ Pháp thuộc).
- Khoa học phân tử (mà cụ thể là vật lý học phân tử), với nhà vật lý học lý thuyết người Hà Lan Johannes Diderik van der Waals được nhiều chuyên gia xem là người đặt nền móng hiện đại cho nhánh nghiên cứu này từ những thập niên cuối thế kỷ XIX.
- Kiến trúc phần mềm được đặt nền tảng bởi nhà khoa học người Hà Lan Edsger Dijkstra trong những năm cuối thập niên 1960.
- Kính hiển vi (kính hiển vi quang học), được phát minh tại Hà Lan trong khoảng những năm cuối thập niên 1590.
- Kính viễn vọng, được phát minh và đăng ký bản quyền sáng chế tại Hà Lan, bởi Hans Lippershey vào năm 1609.

## L
- Lập trình cấu trúc, đề xuất bởi nhà khoa học người Hà Lan Edsger Dijkstra (1968)
- Luật biển, được đặt nền tảng dưới dạng hiện đại bởi nhà luật học người Hà Lan Hugo Grotius trong tác phẩm Mare Liberum (Sự tự do của biển) xuất bản năm 1609.
- Luật quốc tế (công pháp quốc tế), được đặt nền tảng dưới dạng hiện đại (mang tính thế tục) bởi nhà luật học người Hà Lan Hugo Grotius trong tác phẩm De jure belli ac pacis (Bàn về luật của chiến tranh và hòa bình) xuất bản năm 1624. Grotius cũng được nhiều nhà nghiên cứu xem là người mở đầu cho trường phái hiện đại (duy lý) của luật tự nhiên, tức luật tự nhiên thế tục.
- Lực hướng tâm, được đề xuất dưới dạng công thức hiện đại bởi nhà vật lý và toán học người Hà Lan Christiaan Huygens vào năm 1659.
- Lực Lorentz, được đề xuất dưới dạng phương trình hiện đại bởi nhà vật lý và toán học người Hà Lan Hendrik Lorentz vào năm 1892.
- Lực Van der Waals, được khám phá bằng lý thuyết lần đầu bởi nhà vật lý học người Hà Lan Johannes Diderik van der Waals vào năm 1873.

## M
- Miranda (vệ tinh), do nhà thiên văn học người Mỹ gốc Hà Lan Gerard Kuiper khám phá lần đầu tiên vào năm 1948.

## N
- Nereid (vệ tinh), do nhà thiên văn học người Mỹ gốc Hà Lan Gerard Kuiper khám phá lần đầu tiên vào năm 1949.
- New York (Hoa Kỳ), thành phố được sáng lập bởi người Hà Lan năm 1624.
- New Zealand, được khám phá lần đầu tiên (không tranh chấp) trong chuyến thám hiểm của Abel Tasman (1643).
- Ngân hàng trung ương, với mô hình của ngân hàng thành phố Amsterdam (tên tiếng Hà Lan: Amsterdamsche Wisselbank) ra đời năm 1609, được nhiều chuyên gia xem là hình mẫu đầu tiên của loại ngân hàng này trên thế giới.
- Nguyên lý Bernoulli, do nhà vật lý học người Hà Lan gốc Thụy Sĩ Daniel Bernoulli (sinh ra tại thành phố Groningen) khám phá.
- Nguyên lý Huygens-Fresnel, được khám phá lần đầu bởi nhà vật lý và toán học người Hà Lan Christiaan Huygens vào năm 1690.
- Người Java (hóa thạch), được khám phá bởi đoàn khảo cổ do nhà khoa học Hà Lan Eugène Dubois chỉ đạo (1891-1892).
- Nhiệt kế, với một trong những mô hình hoạt động đầu tiên được ghi nhận do nhà sáng chế người Hà Lan (nhập cư tới Anh Quốc) Cornelis Drebbel đề xuất và chế tạo.
- Nhiệt kế thủy ngân, được phát minh bởi nhà khoa học người Hà Lan gốc Đức-Ba Lan Daniel Gabriel Fahrenheit (sinh ra tại thành phố Danzig/Gdańsk) tại Amsterdam (Cộng hòa Hà Lan) năm 1714.

## P
- Phát hành lần đầu ra công chúng (tên viết tắt tiếng Anh: IPO), với những nền tảng sơ khai của nó, đã được định hình bởi người Hà Lan trong những năm đầu thế kỷ XVII, gắn liền với giai đoạn sơ khai của Công ty Đông Ấn Hà Lan (tên viết tắt quốc tế trong tiếng Hà Lan: VOC).
- Phân tích kỹ thuật (tên gọi trong tiếng Anh: technical analysis) đã được sử dụng tiên phong trên thế giới bởi những nhà đầu tư Hà Lan trong thế kỷ XVII.
- Phương trình Van der Waals, là phương trình quan trọng đầu tiên mô tả trạng thái của khí thực, được đề xuất bởi nhà vật lý học người Hà Lan Johannes Diderik van der Waals vào năm 1873.
- Python (ngôn ngữ lập trình)

## Q
- Quang học sóng, được đặt nền tảng bởi nhà vật lý và toán học người Hà Lan Christiaan Huygens trong tác phẩm Traité de la Lumiére (Luận về ánh sáng), được viết xong từ những năm 1670 nhưng đến năm 1690 mới cho xuất bản.
- Quang hợp, khám phá và giải thích bởi nhà khoa học người Hà Lan Jan Ingenhousz vào năm 1778.
- Quản trị doanh nghiệp (cũng được gọi là quản trị công ty), với những nền tảng hiện đại của nó, đã được định hình bởi người Hà Lan trong thế kỷ XVII, gắn liền với sự ra đời và lớn mạnh của Công ty Đông Ấn Hà Lan (tên viết tắt quốc tế trong tiếng Hà Lan: VOC).
- Quỹ tương hỗ, với mô hình tổ chức đầu tiên của loại quỹ đầu tư này trên thế giới đã ra đời tại Hà Lan vào năm 1774.

## S
- Samoa, được khám phá lần đầu tiên (không bị tranh chấp) trong chuyến thám hiểm của Jakob Roggeveen (1722).
- Svalbard (quần đảo), được khám phá lần đầu tiên (không bị tranh chấp) trong chuyến thám hiểm của Willem Barentsz (1596).
- Sàn giao dịch chứng khoán hay sở giao dịch chứng khoán (tên tiếng Anh: stock exchange, securities exchange, bourse), với mô hình của trung tâm giao dịch chứng khoán của thành phố Amsterdam (trong tiếng Hà Lan, từ beurs được dùng để gọi chung cho một trung tâm giao dịch chứng khoán bất kỳ nào đó) ra đời trong thập niên đầu của thế kỷ XVII, được nhiều chuyên gia xem là hình mẫu đầu tiên của loại tổ chức này trên thế giới. Người Hà Lan cũng đóng vai trò quan trọng mang tính nền tảng trong việc xây dựng nhiều thành phần cơ bản của một thị trường chứng khoán hiện đại.
- Siêu dẫn, hiệu ứng vật lý được khám phá bởi nhà vật lý học người Hà Lan Heike Kamerlingh Onnes vào năm 1911.

## T
- Tài chính doanh nghiệp, với những nền tảng sơ khai của nó, đã được định hình bởi người Hà Lan trong thế kỷ XVII, gắn liền với sự ra đời và lớn mạnh của Công ty Đông Ấn Hà Lan (tên viết tắt quốc tế trong tiếng Hà Lan: VOC).
- Tasmania, được khám phá lần đầu tiên (không tranh chấp) trong chuyến thám hiểm của Abel Tasman (1642).
- Tàu ngầm, với một mô hình vận hành do nhà sáng chế người Hà Lan (nhập cư tới Anh Quốc) Cornelis Drebbel đề xuất, chế tạo và thử nghiệm thành công trước công chúng Luân Đôn vào năm 1620.
- Thị trường chứng khoán, với những đặc tính cơ bản của nó, đã được đặt phần lớn nền móng hiện đại bởi những thương nhân người Hà Lan trong thế kỷ XVII (được xem là thời kỳ hoàng kim trong lịch sử của họ).
- Thị trường vốn (tên gọi trong tiếng Anh: capital market), cùng với thị trường tiền tệ là 2 thành tố cơ bản của thị trường tài chính hiện đại, với những đặc tính hiện đại của nó, đã được đặt phần lớn nền tảng bởi người Hà Lan trong thế kỷ XVII sau sự ra đời chính thức của thị trường chứng khoán đầu tiên trên thế giới tại Cộng hòa Hà Lan.
- Thuật toán Dijkstra, đề xuất bởi nhà khoa học người Hà Lan Edsger Dijkstra (1956)
- Tiqui-taca (cũng được gọi là tiki-taka), đặt nền tảng bởi cựu cầu thủ và huấn luyện viên bóng đá người Hà Lan Johan Cruyff trong thời gian ông huấn luyện FC Barcelona (1988-1996). Phong cách bóng đá này đóng một vai trò quan trọng trong thành công của câu lạc bộ bóng đá FC Barcelona và đội tuyển bóng đá quốc gia Tây Ban Nha trong giai đoạn 2008-2012.
- Tinh trùng, được khám phá lần đầu tiên trên thế giới bởi nhà khoa học kiêm thương gia người Hà Lan A. van Leeuwenhoek với sự trợ giúp của kính hiển vi do chính ông thiết kế.
- Titan (vệ tinh), được khám phá lần đầu bởi nhà vật lý và toán học người Hà Lan Christiaan Huygens vào năm 1655.
- Tonga, được khám phá lần đầu tiên (không bị tranh chấp) trong chuyến thám hiểm khởi hành từ Cộng hòa Hà Lan của Willem Schouten và Jacob Le Maire (1616). Chuyến thám hiểm của Abel Tasman vào năm 1643 một lần nữa xác nhận vai trò tiên phong của những nhà thám hiểm người Hà Lan ở giai đoạn từ cuối thế kỷ XVI cho tới đầu thế kỷ XVIII trong hành trình khám phá và hoàn thiện hình dạng bản đồ địa lý thế giới như ngày nay.
- Trung tâm tài chính (tên gọi trong tiếng Anh: financial centre) với mô hình của thành phố Amsterdam trong thời kỳ hoàng kim của nó (thế kỷ XVII), được nhiều chuyên gia kinh tế và tài chính xem là hình mẫu mang tính hiện đại đầu tiên (với nhiều đặc tính cơ bản) của một trung tâm tài chính quốc tế (cũng được gọi là trung tâm tài chính toàn cầu) đã trở thành phổ biến ngày nay tại nhiều thành phố trên thế giới như New York, Mumbai, Singapore, Hồng Kông, Thượng Hải, Tokyo...

## V
- Vành đai Kuiper, do nhà thiên văn học người Mỹ gốc Hà Lan Gerard Kuiper đề xuất.
- Vành đai Sao Thổ, được khám phá và mô tả một cách chính xác lần đầu bởi nhà vật lý và toán học người Hà Lan Christiaan Huygens vào năm 1655.
- Vật chất tối, lần đầu tiên được nhà thiên văn học người Hà Lan Jan Oort đưa ra bằng chứng về sự tồn tại của nó vào năm 1932.
- Vi khuẩn, khám phá lần đầu tiên (một cách không tranh chấp) bởi A. van Leeuwenhoek vào năm 1676, sử dụng kính hiển vi do ông tự thiết kế.
- Vi khuẩn học, với nhà khoa học người Hà Lan Antonie van Leeuwenhoek được phần lớn các nhà nghiên cứu xem là người cha sáng lập của nó trong những năm 1670.
- Virus học (vi rút học), với nhà vi sinh học người Hà Lan Martinus Beijerinck được xem là một trong những người cha sáng lập của nó ở cuối thế kỷ XIX.
- Vi sinh vật, khám phá lần đầu tiên (một cách không tranh chấp) bằng kính hiển vi bởi A. van Leeuwenhoek do ông tự thiết kế trong những năm 1670.
- Vi sinh học, đặt những nền tảng đầu tiên bởi A. van Leeuwenhoek trong thập niên 1670.

## Thư viện hình ảnh

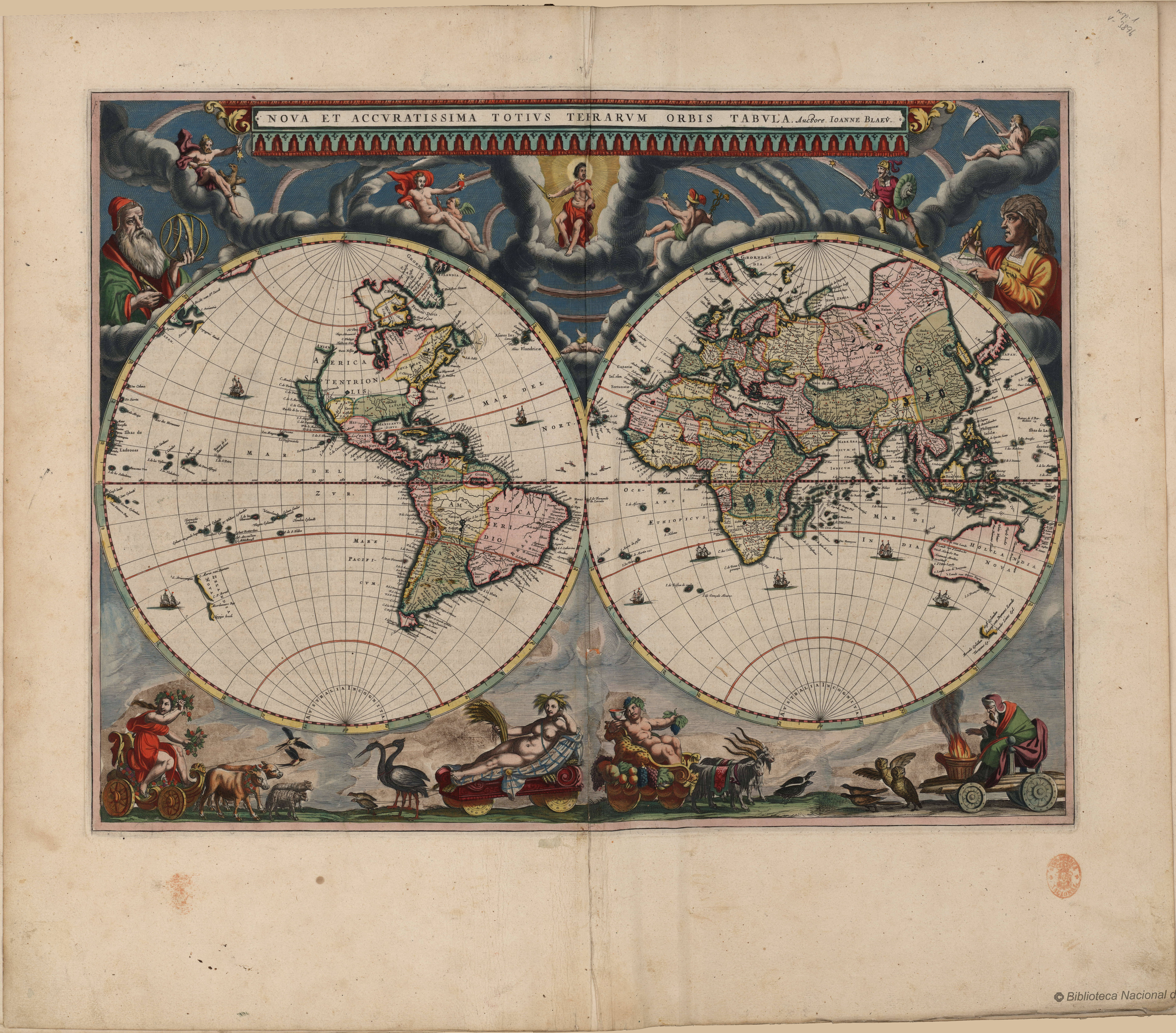
Bản đồ thế giới năm 1664 do những nhà họa đồ người Hà Lan xuất bản. Trong giai đoạn lịch sử từ cuối thế kỷ XVI tới đầu thế kỷ XVIII, những nhà thám hiểm và họa đồ nói tiếng Hà Lan đã có đóng góp lớn trong hành trình khám phá và hoàn thiện dần hình dạng bản đồ thế giới như ngày nay.
Những nhà họa đồ và thám hiểm người Hà Lan cũng là những người đi tiên phong trong việc lập bản đồ hệ thống các chòm sao của bầu trời thiên thể nam bán cầu ở cuối thế kỷ XVI. Trong số 88 chòm sao hiện hành do IAU công nhận, có tất cả 15 chòm sao do người Hà Lan lập ra (bao gồm trong đó 12 chòm sao phương nam).
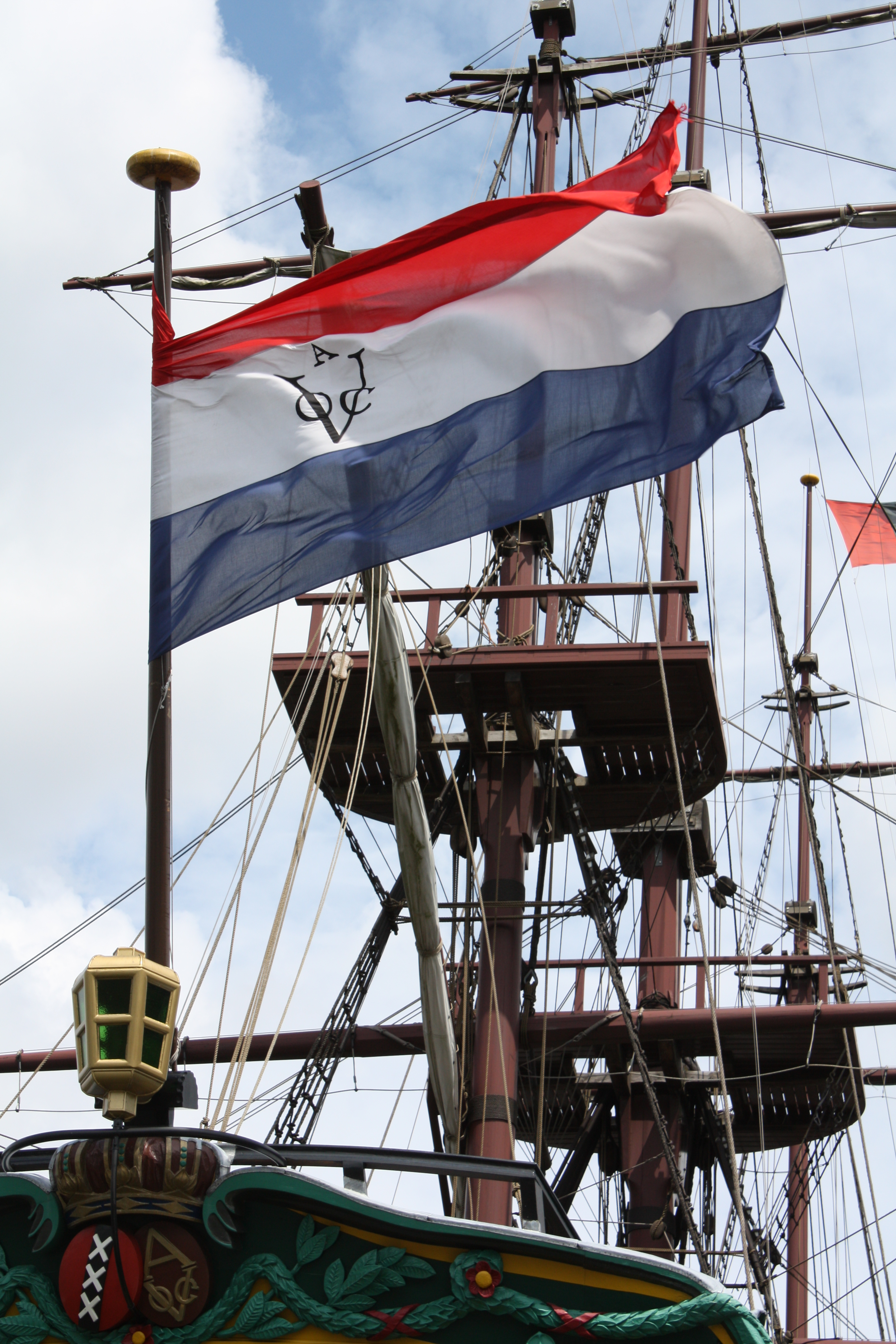
Bản sao con tầu của Công ty Đông Ấn Hà Lan (VOC) với hình ảnh biểu trưng của công ty in trên lá cờ Hà Lan.
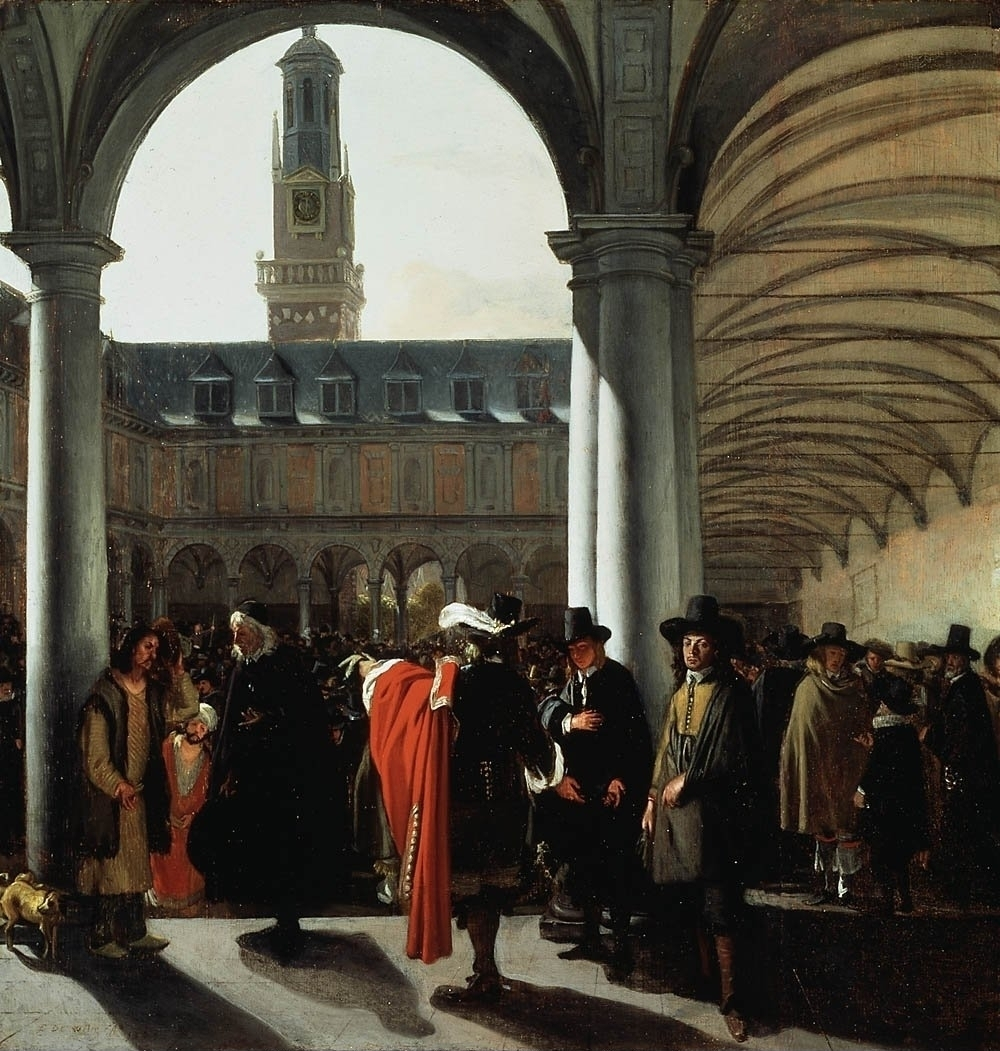
Một cảnh giao dịch thường ngày ở trụ sở giao dịch chứng khoán Amsterdam (tên trong tiếng Hà Lan: Beurs van Hendrick de Keyser) trong thế kỷ XVII.
Kính hiển vi quang học.Kính hiển vi quang học.
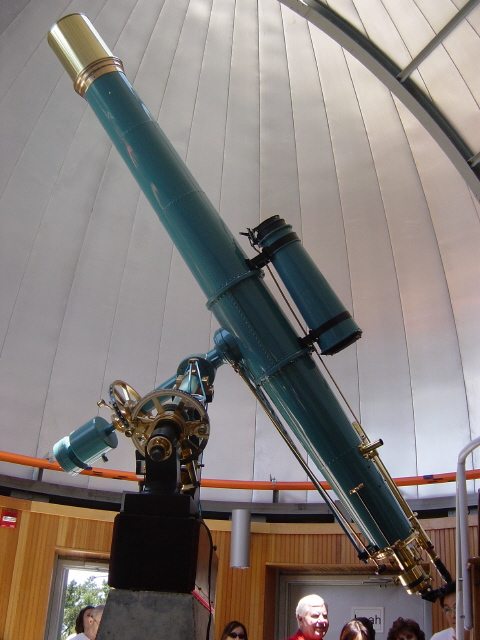
Kính viễn vọng quang học.
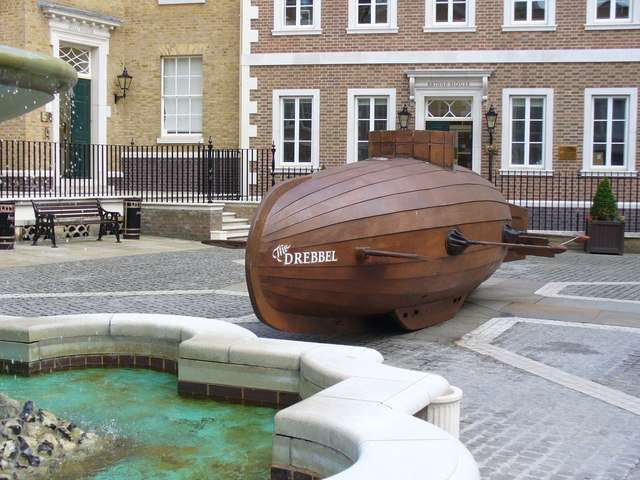
Bản sao mô hình tàu ngầm do Cornelis Drebbel thiết kế và chế tạo.
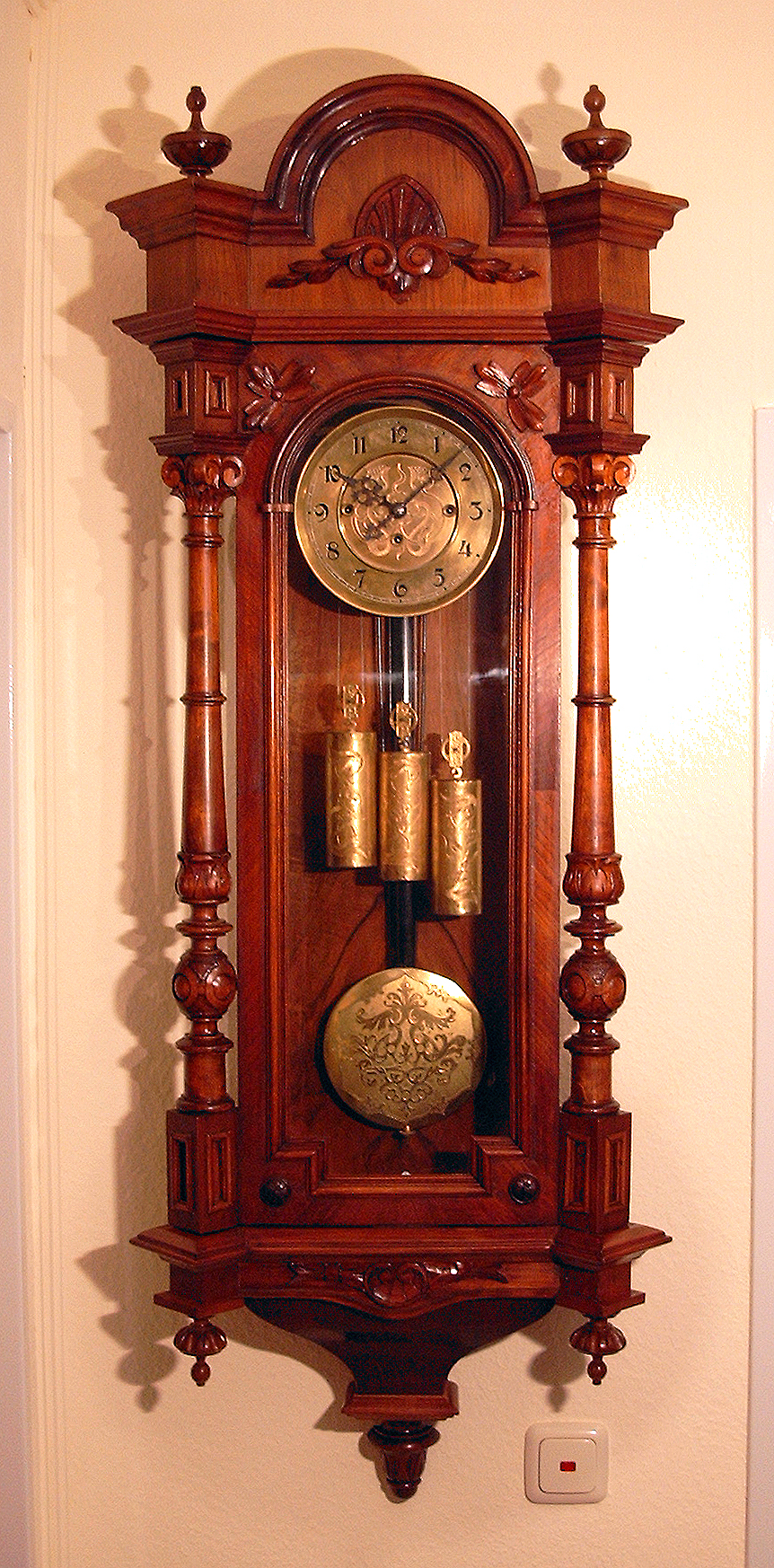
Một đồng hồ quả lắc loại treo tường ở thế kỷ XIX.
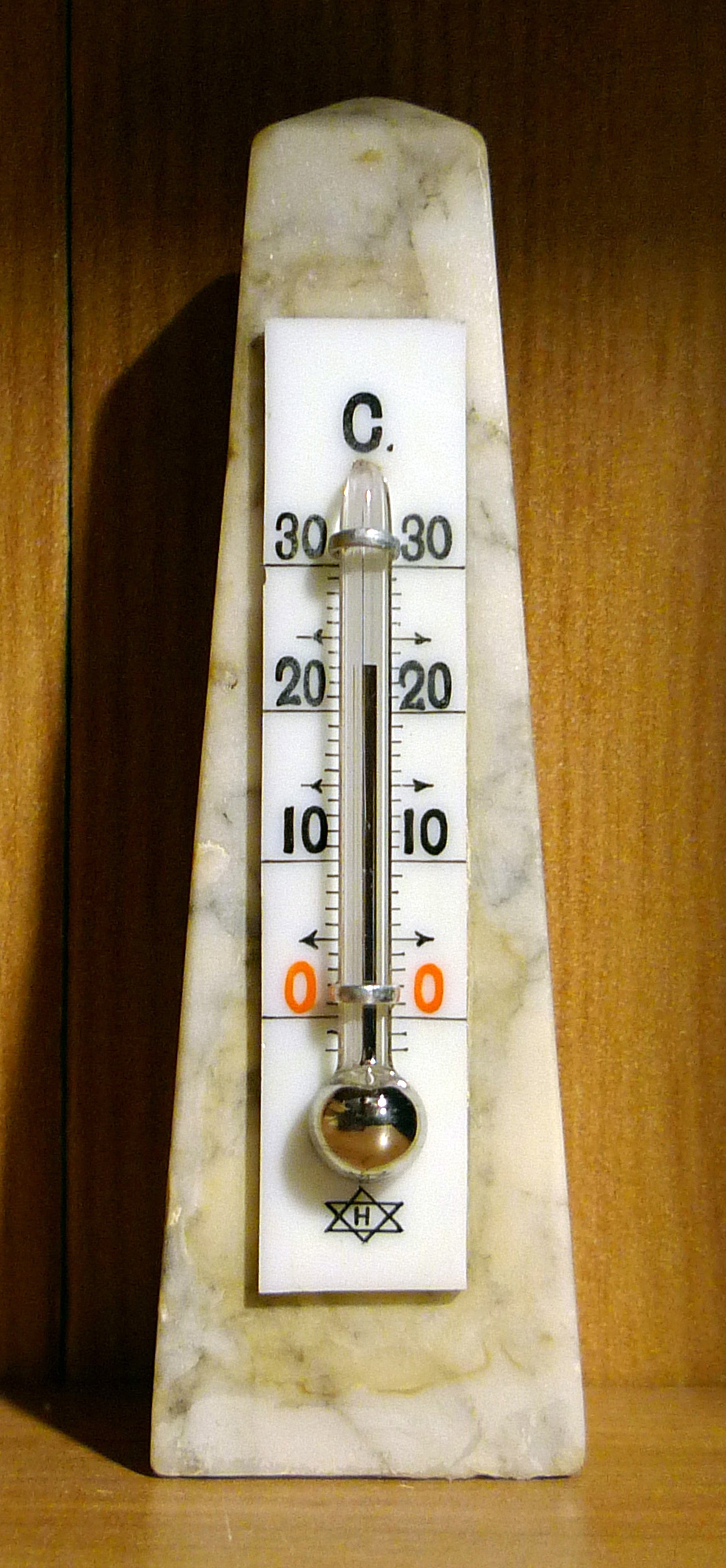
Nhiệt kế thủy ngân dùng đo nhiệt độ phòng.